# Cabeço da Cheira
O Cabeço da Cheira é uma elevação portuguesa localizada no concelho das Lajes do Pico, ilha do Pico, arquipélago dos Açores.
Este acidente geológico tem o seu ponto mais elevado a 565 metros de altitude acima do nível do mar. Esta formação encontra-se localizada entre as aldeias de Prainha de Cima e da Prainha, próxima do Outeiro do Enganho. Nas suas imediações nasce a Ribeira do Murrão e a Ribeira Grande.